# 면역글로불린 M

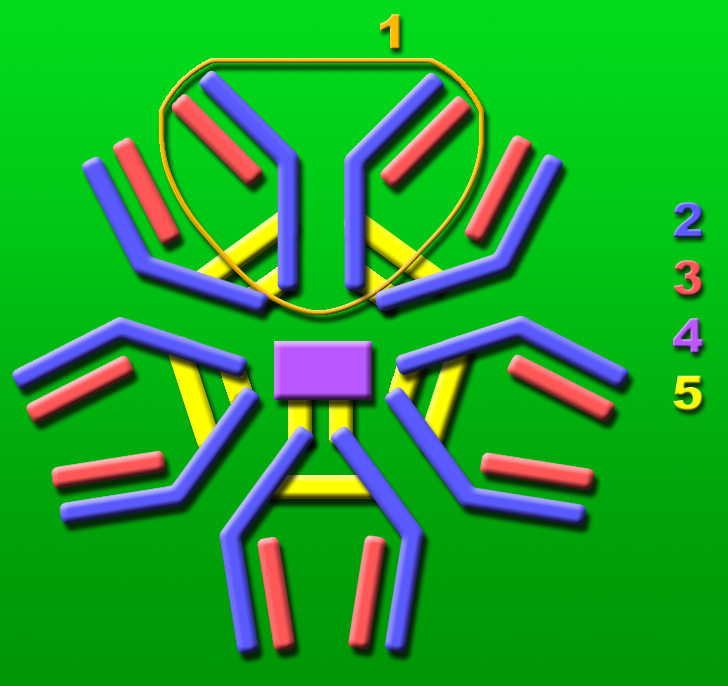
면역글로불린 M 항체 분자는 다섯 개 소단위로 이루어진다.
1: 면역글로불린 M 분자 한 개를 표시한 영역
2: 중쇄
3: 경쇄
4: J 사슬
5: 면역글로불린 M 분자 간의 이황결합

면역글로불린 M(IgM)은 B 세포가 생산하는 항체 개별형 중 하나이다. 사람의 순환기계에 있는 항체 중에서 크기가 가장 크다. 처음 항원에 노출되면 가장 먼저 나타나는 항체이기도 하다. 비장은 형질모세포가 있으면서 IgM을 생산하는 주요 장기이다.

## 구조와 기능

IgM. 파란색으로 표시한 것은 중쇄, 노란색은 경쇄이다.

IgM은 여러 개가 모여 이황결합을 통하여 공유적으로 연결된다. 대개는 오합체이나, 육합체도 존재한다. 오량체일 때 IgM의 분자량은 약 970 kDa이다. 각 단량체가 항원결합자리 두 개를 가지고 있기 때문에, 오합체 IgM은 10개의 결합자리를 갖는다. 그러나 항원의 크기 때문에 결합자리가 가려서 일반적으로 10개의 결합자리 모두가 항원과 결합할 수는 없다.
J 사슬은 오합체 IgM에는 존재하지만 육합체에는 존재하지 않는데, 공간적 제한 때문으로 추정된다. J 사슬 없이도 오합체 IgM이 생성될 수 있다. J 사슬이 있는 오합체 IgM보다 J 사슬이 없는 육합체 IgM이 보체 고정 효율이 높다. J 사슬이 있는 오합체 IgM의 비율이나, J 사슬이 있는 오합체에 J 사슬이 몇 개 존재하는지에 대해서는 알려지지 않았다.
IgM은 큰 분자이고 쉽게 확산되지 못한다. 사이질에 있는 IgM의 양은 매우 적고, 주로 혈청에 존재한다. 하지만 J 사슬이 있기 때문에 분비형 면역글로불린으로서의 역할도 중요하다.
IgM은 중합체의 특성으로 인하여 결합력(avidity)이 매우 크고, 효과적으로 보체를 활성화한다. IgM은 혼자만으로는 비효율적인 옵소닌이지만, 보체를 활성화하고 C3b가 항원에 붙게 하여 옵소닌화에 크게 기여한다.

## 발현
배선세포에서, 중쇄의 μ 불변영역을 부호화하는 유전자 분절은 다른 불변영역 유전자들보다 앞에, 즉 5' 방향에 있다. 성숙 B 세포는 면역글로불린 중에 IgM을 가장 처음 발현한다. 태아는 20주 경에 IgM을 첫 면역글로불린으로 발현한다.

## 임상적 중요성
IgM은 감염 초기에 나타나고 다시 그 항원에 노출되었을 때에는 다시 나타나지만 정도는 약한 편이다. IgM은 IgG와 달리 태반을 통과하지 못한다.
IgM은 감염성 질환을 진단하는데 유용하다. 환자의 혈청에 IgM이 존재하면 최근에 감염된 적이 있다는 것을 의미한다. 신생아의 혈청에 있는 IgM은 선천성 풍진 등 자궁내 감염을 의미한다.
장기이식 후에 장기를 제공한 사람에 대한 항체 IgM이 생산되었지만 거부반응에 관여하지 않고 이식된 장기를 보호하는 역할을 한다는 보고가 있다.

## 기타
정상적으로 혈청에 있는 IgM은 예방접종 없이도 특이적인 항원에 결합하는 경우가 있다. 이러한 이유로 IgM을 자연항체라고도 한다. 이 현상은 IgM이 결합력이 높아서 약하게 교차반응하는 항원에도 결합할 수 있기 때문에 일어나는 것으로 보고 있다. 예를 들어 적혈구의 AB 항원에 결합하는 IgM은 어릴 때 AB 항원과 유사한 세균 혹은 식물성 물질에 노출되면서 생성되었을 수 있다.
IgM 항체는 수혈을 받는 사람의 혈액형과 맞지 않는 혈액을 받았을 때 적혈구 응집 반응이 일어나는 주요 원인이다.
IgM은 2-머캅토에탄올에 의해 IgG보다 민감하게 변성된다. 면역분석법에 쓰이는 특정한 항-IgG와 항-IgM 이차항체가 상용화되기 이전에는 이 기술을 이용하여 IgG와 IgM을 구별하였다. 혈청 시료와 항체를 반응시키고 2-머캅토에탄올을 처리하거나 혹은 역순으로 처리하여 항원과 반응한 항체가 IgM인지 IgG인지 결정하였다.

## 같이 보기
- 면역계